# Hunger&Seide
Hunger&Seide ist eine Performancegruppe aus München.

## Geschichte
Die Gruppe um die beiden Performer und Schauspieler Judith Al Bakri und Jochen Strodthoff gründete sich 2006. Seitdem entwickelte das Performancekollektiv verschiedene Performance- und Theaterprojekte, unter anderem mit dem Pathos Theater München, der Schwankhalle Bremen, der Tafelhalle Nürnberg dem Theater im Pumpenhaus in Münster und dem Theaterdiscounter in Berlin.
Ihre Performance Taxi – Ein Triptychon der Gewalt aus dem Jahr 2009 wurde für das Berliner Theatertreffen vorgeschlagen. 2012 wurde Hunger&Seide mit dem George-Tabori-Förderpreis ausgezeichnet und trat auch bei den 30. Bayerischen Theatertagen in Augsburg auf.

## Projekte
- Bienensterben. Kleingartenanlage am Hirschgarten, München, 2007
- Wann wirst du wo sein? Pathos München, 2008
- Wilde Dinge. TamS Theater, München, 2008
- Taxi – Ein Triptychon der Gewalt. Pathos München, 2009
- Bist du noch da? Schwere Reiter, München, 2010
- Wer ist dein Wolf? Schwere Reiter, München, 2011
- Stillstand – eine Hymne. TamS Theater, München, 2006
- Jäger und Sammler – Ein Überlebensblues. Pathos München, 2006
- Ich, unfinished. Theaterdiscounter, Berlin, 2012
- Bumm! Der Ernstfall. Muffathalle, München, 2012
- Taxi Stop & Go. Zwei Soundinstallationen, Theater Augsburg, Augsburg 2013
- Prepper. Muffathalle, München, 2013
- I Want You Back! Performative Videoinstallation, Pathos, 2013
- Gold. Muffathalle, München, 2014
- Rot. Muffathalle, München, 2015
- Schwarz. Muffathalle, München, 2016